# Oraesia tentans
Oraesia tentans är en fjärilsart som beskrevs av Walker 1858. Oraesia tentans ingår i släktet Oraesia och familjen nattflyn. Inga underarter finns listade i Catalogue of Life.